# Josefine Fredriksen
Josefine Fredriksen (ur. 4 czerwca 1994) – szwedzka zapaśniczka walcząca w stylu wolnym. Zdobyła złoty medal na mistrzostwach nordyckich w 2014. Mistrzyni Europy juniorów w 2012, a trzecia w 2011.